# Дульча-Мала
Дульча-Мала (пол. Dulcza Mała) — село в Польщі, у гміні Радомишль-Великий Мелецького повіту Підкарпатського воєводства.
Населення — 842 особи (2011).
У 1975-1998 роках село належало до Тарновського воєводства.

## Демографія
Демографічна структура станом на 31 березня 2011 року:
|          | Загалом | Допрацездатний вік | Працездатний вік | Постпрацездатний вік |
| -------- | ------- | ------------------ | ---------------- | -------------------- |
| Чоловіки | 410     | 94                 | 270              | 46                   |
| Жінки    | 432     | 95                 | 226              | 111                  |
| Разом    | 842     | 189                | 496              | 157                  |